# 新阿爾及爾大清真寺
新阿爾及爾大清真寺（阿拉伯语：جامع الجزائر），是阿爾及利亞首都阿爾及爾的一所清真寺。
清真寺位於市中心東南方，佔地400,000平方公尺，耗資15億美元。由中国建筑工程总公司、KSP尤根.恩格尔建筑师事务所、Krebs und Kiefer、德索工程、索科特克集團、愛集思負責設計，並由中建阿爾及利亞公司和中建三局三公司聯合建造。
清真寺在2011年10月30日由阿爾及利亞總統阿卜杜勒-阿齊茲·布特弗利卡主持奠基，宣禮塔於2017年3月11日封頂。
清真寺設有一座265公尺、設有博物館和研究中心的宣禮塔，將會是非洲最高的建築物。大殿可容納37,000人聚禮，穹頂直徑50公尺、高75公尺。清真寺中央廣場的周圍還附設一所文化中心、宗教學校、圖書館、消防站以及住宅大樓。日接持客量達12萬人次。